# 1902
1902 (MCMII) byl rok, který dle gregoriánského kalendáře započal středou.

## Události

### Česko
- 2. březen – městys Vršovice byl povýšen na město císařem Františkem Josefem I.
- 17. březen – Probíhá promoce Anny Honzákové, první Češky, která získala titul doktora medicíny na českém území.[1][2]
- 7. září – Byl slavnostně zahájen provoz na železnični trati Telč–Dačice–Slavonice
- 27. září – slavnostně otevřeno Divadlo Josefa Kajetána Tyla v Plzni
- 22. prosince – v Bohumíně byl zahájen provoz koňské tramvaje

### Svět
- 04. ledna – Ve Washingtonu byla založena Carnegie Institution for Science na podporu vzdělanosti a vědy.[3]
- 15. ledna – Abd al-Azíz ibn Saúd znovu dobyl Rijád, první fáze Třetího Saúdského státu
- 23. ledna – Při vojenském neštěstí v pohoří Hakkóda umrzlo během cvičného zimního přechodu 199 vojáků japonské císařské armády.
- 25. ledna – Rusko zrušilo trest smrti.[3]
- 09. února – Doktor Doyen v Paříži úspěšně oddělil siamská dvojčata z cirkusu Barnum and Bailey.[4]
- 22. února – Uvedení do provozu prvního úseku berlínské podzemní dráhy.
- 15. února – Lékaři americké armády Walter Reed a James Carroll zveřejnili v Havaně vědeckou zprávu, že žlutou zimnici přenáší jistý druh komárů.[4]
- 07. dubna - Ve státě Texas v USA byla založena Texas Oil Company, která měla za cíl rozbít monopol firmy Standard Oil.[5]
- 28. dubna - Pařížská společnost La Societé Nationale des Beaux-Arts představila Art Nouveau.[5]
- 01. května - Georges Méliès představil v Paříži první sci-fi film Cesta na měsíc.[6]
- 08. května - Při výbuchu sopky Mont Pelée na Martiniku bylo zničeno město Saint-Pierre. Katastrofa si vyžádala okolo 30 000 životů.
- 17. května - Španělského trůnu se ujal Alfons XIII., který se narodil roku 1886 jako pohrobek Alfonse XII. Do jeho plnoletosti vládla jako regentka jeho matka Marie Kristýna Rakouská.
- 19. května – Francie zavedla povinné očkování proti neštovicím.[4]
- 20. května – Kuba vyhlásila nezávislost.
- 22. května – Na vodu byl spuštěn parník SS Ionic společnosti White Star Line.
- 28. května – Thomas Alva Edison oznámil vynález nové baterie, která je lehčí a trvanlivější.[6]
- 31. května  – Byla ukončena Druhá búrská válka po podepsání Vereeniginské smlouvy.[6]
- 23. června – Německo, Rakousko-Uhersko a Itálie prodloužily Trojspolek na dalších 12 let.[7]
- 26. června – Britský král Eduard VII. založil Řád Za zásluhy.
- 28. června – Kongres USA odsouhlasil nový zákon (Senátor Spooner´s bill) o prokopání Panamského průplavu.[7]
- 09. července – Němečtí vědci získali patent na kyselinu barbiturovou.[8]
- 14. července – V Benátkách se zřítila Zvonice svatého Marka na Náměstí Svatého Marka, které tak přišlo o významnou historickou památku.[8]
- 09. srpna – Korunovace britského krále Eduarda VII. a královny Alexandry.[9]
- 09. září – Hornící objevili na Aljašce zlato.[10]
- 17. září – Olejářská firma z Indiany po měsících zkušebních vrtů objevila na Aljašce velké zásoby ropy.[10]
- 15. listopadu – Belgický král Leopold II. přežil pokus o atentát, který spáchal italský anarchista Gennaro Rubino.
- Vyšel pamflet V. I. Lenina s názvem Co dělat.
- Austrálie přiznala volební právo ženám.

## Vědy a umění

### Vědy
- Thomas Alva Edison patentoval elektromobil
- 1902–1904 V. Paulsen buduje v Německu vysílače s výkonem až 100 kW, založené na principu elektrického oblouku.
- 28. květen - Thomas Alva Edison oznámil vynález nové baterie, která je lehčí a trvanlivější.[6]

## Nobelova cena
- Nobelova cena za fyziku – Hendrik Antoon Lorentz a Pieter Zeeman (Nizozemsko)
- Nobelova cena za fyziologii a lékařství – Ronald Ross (Velká Británie)
- Nobelova cena za chemii – Hermann Emil Fischer (Německo)
- Nobelova cena za literaturu – Theodor Mommsen (Německo), mistr historického líčení
- Nobelova cena za mír – Élie Ducommun a Charles Albert Gobat (Švýcarsko) za zásluhy o porozumění mezi národy

## Narození

### Česko
- 11. ledna – Josef Beneš, český antroponomastik a bohemista († 17. prosince 1984)
- 12. ledna – Jindřich Šoltys, československý fotbalový reprezentant († 20. července 1970)
- 23. ledna – Josef Silný, československý fotbalový reprezentant († 18. května 1981)
- 29. ledna – Jan Dvořáček, československý fotbalový reprezentant († 18. listopadu 1964)
- 3. února – Ladislav Heger, český překladatel z germánských jazyků († 18. ledna 1975)
- 4. února – Jiří Cvetler, právní historik, papyrolog a slavista († 16. září 1991)
- 9. února – Stanislav Rolínek, sochař († 11. července 1931)
- 10. února
  - Josef Bartoš, hudební pedagog, skladatel a sbormistr († 14. srpna 1966)
  - Josef Pleticha, československý fotbalový reprezentant († 1947)
- 11. února – František Eduard Bednárik, architekt († 16. února 1960)
- 15. února – Miloslav Volf, historik a archivář († 3. května 1982)
- 16. února – Lola Skrbková, herečka a režisérka († 28. září 1978)
- 17. února – Antonín Kalina, nositel titulu Spravedlivý mezi národy († 1. ledna 1990)
- 20. února
  - Vladimír Gamza, divadelní režisér a herec († 7. ledna 1929)
  - Luděk Pacák, spisovatel a hudební skladatel († 19. března 1976)
- 23. února – Josef Holub, houslový virtuos a hudební skladatel († 11. května 1973)
- 24. února – Antonín Hřebík, československý politik a odbojář († 20. listopadu 1984)
- 26. února
  - Josef Kepka, oběť komunistického teroru († 26. dubna 1952)
  - Emil Strankmüller, zpravodajec, účastník zahraničního protinacistického odboje († 28. února 1988)
- 2. března – Josef Plojhar, kněz a politik († 5. listopadu 1981)
- 8. března
  - Jiří Syllaba, lékař a umělec († 17. května 1997)
  - Jaroslav Raimund Vávra, spisovatel a cestovatel († 5. května 1990)
- 10. března – Jaroslav Soukup, kněz, misionář v Peru a botanik († 14. listopadu 1989)
- 11. března – Zdeněk Otava, operní pěvec († 4. prosince 1980)
- 12. března – Helena Teigová, překladatelka († 12. října 1986)
- 21. března – Karel Vacek, kapelník a hudební skladatel († 18. srpna 1982)
- 22. března – Otto Novák, československý fotbalový reprezentant († 15. října 1984)
- 26. března – Josef Hlouch, biskup českobudějovický († 10. června 1972)
- 27. března – Josef Jelínek, fotbalista († 10. ledna 1973)
- 28. března
  - Ladislav Riedl Německobrodský, lékař a spisovatel († 3. září 1975)
  - Jaromír Vejvoda, kapelník a hudební skladatel († 13. listopadu 1988)
  - Bernhard Krahl, osecký cisterciák a profesor teologie († 4. října 1962)
- 29. března – Martin Frič, filmový scenárista, herec a režisér († 26. srpna 1968)
- 9. dubna
  - Bohuslav Ilek, literární vědec a překladatel († 5. ledna 1988)
  - František Suchý Brněnský, český hobojista a hudební skladatel († 12. července 1977)
- 11. dubna – František Alexander Elstner, cestovatel a spisovatel († 8. září 1974)
- 14. dubna – Otto Rádl, advokát, dramatik scenárista a překladatel († 28. dubna 1965)
- 10. května – Antonín Matěj Píša, český básník, literární a divadelní kritik († 26. února 1966)
- 12. května
  - František Němec, básník, novinář, fejetonista a prozaik († 29. srpna 1963)
  - Josef Bohumil Souček, teolog, biblista († 9. září 1972)
- 14. května
  - Stanislav Jandík, spisovatel a grafik († 1. srpna 1970)
  - Augustin Schubert, kněz augustinián, oběť nacistického režimu († 28. července 1942)
- 15. května – Anny Ondráková, filmová herečka († 28. února 1987)
- 22. května – Vojtěch Jirát, literární historik a kritik († 7. května 1945)
- 25. května – Jaroslav Rössler, avantgardní fotograf († 5. ledna 1990)
- 29. května – Antonín Šuránek, kněz, teolog, spisovatel († 3. listopadu 1982)
- 31. května – Viliam Široký, předseda československé vlády († 6. října 1971)
- květen – Vladimír Peroutka, český novinář a scenárista († 18. května 1956)
- 2. června – Bedřich Rozehnal, architekt († 11. června 1984)
- 24. června – František Balada, český matematik († 13. července 1961)
- 26. června – Ladislav Štoll, československý politik, ministr školství († 6. ledna 1981)
- 5. července – Adolf Kajpr, kněz, jezuita, novinář, oběť komunismu († 17. září 1959)
- 14. července
  - Josef Toufar, kněz, oběť komunistického pronásledování katolické církve v Československu († 25. února 1950)
  - Josef Šinovský, ostravský spisovatel († 12. února 1973)
- 16. července – Stanislav Neumann, herec († 19. února 1975)
- 21. července – Lev Krča, architekt († 27. dubna 1945)
- 23. července – Jiří Mayer, český právník a spisovatel († 18. ledna 1984)
- 1. srpna – Josef Čapek, československý fotbalový reprezentant († 5. května 1983)
- 3. srpna – Vladimír Grégr, český architekt († 22. února 1943)
- 6. srpna – Karel Divíšek, český letec, automobilový závodník a potápěč († 24. října 1956)
- 10. srpna – Josef Skřivan, herec a režisér († 4. listopadu 1942)
- 15. srpna – Adolf Hoffmeister, spisovatel, malíř a diplomat († 24. července 1973)
- 17. srpna – Marie Švermová, československá politička († 4. února 1992)
- 18. srpna – Julius Kalaš, hudební skladatel, pedagog a klavírista († 12. května 1967)
- 26. srpna – František Novák, letecký akrobat († 27. dubna 1940)
- 30. srpna – František Salzer, herec a režisér († 23. prosince 1974)
- 31. srpna – Prokop Hugo Toman, právník, kritik a operní pěvec († 20. června 1981)
- 4. září – Oldřich Meduna, automobilový konstruktér († 9. listopadu 1996)
- 17. září – Emil Čermák, právník a spisovatel († 4. května 1963)
- 21. září – Toyen, malířka († 9. listopadu 1980)
- 22. září – Frank Hanuš Argus, důstojník, spisovatel, překladatel a příležitostný herec († 16. září 1968)
- 26. září – Josef Vietze, sudetoněmecký grafik a malíř († 24. října 1988)
- 3. října – Karel Maiwald, ekonom a politik († 18. srpna 1979)
- 4. října – Willi Ströminger, portrétní fotograf a herec († 17. listopadu 1985)
- 9. října – Ladislav Veselský, československý fotbalový reprezentant († 1960)
- 11. října – Oto Dub, zakladatel moderní hydrologie († 1. října 1979)
- 16. října – Bohumil Tureček, architekt († 28. dubna 1982)
- 17. října – Václav Kůrka, spisovatel, soudce, redaktor a archivář († 27. října 1973)
- 21. října – Bohumír Dvorský, malíř († 11. ledna 1976)
- 25. října
  - Václav Vydra, herec († 19. června 1979)
  - Ctibor Novák, odbojář a spolupracovník Tří králů († 2. května 1955)
- 29. října – Rudolf Col, katolický teolog a biblista († 21. srpna 1964)
- 7. listopadu – Josef Novák, malíř, grafik, ilustrátor, karikaturista, pedagog, fotograf († 2. července 1987)
- 9. listopadu
  - Jarmila Lisková, architektka († ?)
  - Alois Zlatník, botanik († 30. června 1979)
- 10. listopadu – Záviš Kalandra, divadelní a literární kritik, historik a novinář († 27. června 1950)
- 14. listopadu – Jaromír Václav Šmejkal, spisovatel († 27. prosince 1941)
- 21. listopadu
  - Eduard Fiker, spisovatel († 3. března 1961)
  - Jan Zika, politik a protinacistický bojovník († 15. června 1942)
- 24. listopadu – Miroslav Burian, muzejní pracovník a spisovatel († 23. srpna 1980)
- 26. listopadu – Rudolf Hurt, archivář a historik († 11. srpna 1978)
- 2. prosince – Miroslav Ponc, hudební skladatel a dirigent († 1. dubna 1976)
- 3. prosince – Olga Scheinpflugová, herečka a spisovatelka († 13. dubna 1968)
- 10. prosince – Václav Trégl, herec († 11. února 1979)
- 12. prosince – Josef Voříšek, letecký konstruktér, designér a fotograf († 1. ledna 1980)
- 31. prosince – Jan Čep, spisovatel, esejista a překladatel († 25. ledna 1974)

### Svět
- 02. ledna – Mordechaj Iš-Šalom, starosta Jeruzaléma († 21. února 1991)
- 07. ledna – Michal Maximilián Scheer, slovenský architekt († 9. února 2000)
- 08. ledna
  - Georgij Maximilianovič Malenkov, sovětský komunistický politik († 14. ledna 1988)
  - Carl Rogers, americký psycholog a psychoterapeut († 4. února 1987)
- 09. ledna – Josemaría Escrivá de Balaguer, španělský katolický světec († 26. června 1975)
- 11. ledna – Maurice Duruflé, francouzský varhaník a hudební skladatel († 16. června 1986)
- 13. ledna
  - Karl Menger, rakouský matematik († 5. října 1985)
  - Raymond Ruyer, francouzský filozof († 22. června 1987)
- 14. ledna – Valerian Alexandrovič Zorin, sovětský diplomat († 14. ledna 1986)
- 15. ledna
  - Nâzım Hikmet, turecký spisovatel, básník a dramatik († 3. června 1963)
  - Saúd ibn Abdul al-Azíz, druhý král Saúdské Arábie († 24. ledna 1969)
  - Jozef Lukačovič, slovenský politik († 17. dubna 1991)
  - Paul Thümmel, agent Abwehru i čs. rozvědky († 20. dubna 1945)
- 16. ledna – Eric Liddell, britský atlet a misionář († 21. února 1945)
- 19. ledna – Georgij Aleksandrovič Ostrogorskij, jugoslávský historik († 24. října 1976)
- 22. ledna – Daniel Kinsey, americký olympijský vítěz v běhu na 110 metrů překážek z roku 1924 († 27. června 1970)
- 24. ledna
  - Oskar Morgenstern, rakouský ekonom († 26. června 1977)
  - Ephraim Avigdor Speiser, americký archeolog († 15. června 1965)
- 27. ledna – Josef Sapir, izraelský politik († 26. února 1972)
- 28. ledna – Franc Snoj, slovinský politik († 1962)
- 29. ledna – Džunjú Kitajama, japonský lingvista a spisovatel († 19. ledna 1962)
- 31. ledna – Alva Myrdalová, švédská socioložka, Nobelova cena za mír 1982 († 1. února 1986)
- 01. února – Langston Hughes, americký básník († 22. května 1967)
- 04. února – Charles Lindbergh, americký letec († 26. srpna 1974)
- 08. února – Demčigdonrov, vůdce mongolského hnutí za nezávislost († 23. května 1966)
- 11. února – Arne Jacobsen, dánský architekt († 24. března 1971)
- 13. února – Harold Lasswell, americký politolog a teoretik komunikace († 18. prosince 1978)
- 20. února – Ansel Adams, americký fotograf a spisovatel († 22. dubna 1984)
- 24. února – Marcel Rochas, francouzský módní návrhář († 14. března 1955)
- 27. února
  - Ľudovít Fulla, slovenský malíř († 21. dubna 1980)
  - John Steinbeck, americký spisovatel, Nobelova cena 1962 († 20. prosince 1968)
- 05. března – Tadeusz Manteuffel, polský historik († 22. září 1970)
- 09. března
  - Luis Barragán, mexický architekt († 22. listopadu 1988)
  - Ludwig Landgrebe, rakouský filozof († 14. srpna 1991)
- 14. března – Gottfried Toskánský, rakouský arcivévoda († 21. ledna 1984)
- 21. března – Son House, americký bluesový kytarista a zpěvák († 19. října 1988)
- 27. března – Émile Benveniste, francouzský jazykovědec († 3. října 1976)
- 29. března
  - William Walton, anglický hudební skladatel († 8. března 1983)
  - Marcel Aymé, francouzský spisovatel a dramatik († 14. října 1967)
- 01. dubna – Józef Mackiewicz, polský spisovatel († 31. ledna 1985)
- 02. dubna – Jan Tschichold, německý typograf a spisovatel († 11. srpna 1974)
- 03. dubna – Reinhard Gehlen, generál Wehrmachtu († 8. června 1979)
- 04. duben – Stanley G. Weinbaum, americký spisovatel († 14. prosince 1935)
- 06. dubna – Frederick Laurence Green, anglický spisovatel († 14. dubna 1953)
- 07. dubna
  - Herbert Kenneth Airy Shaw, anglický botanik († ? 1985)
  - Kustaa Pihlajamäki, finský zápasník, olympijský vítěz († 10. února 1944)
- 11. dubna – Ja'akov Šimšon Šapira, ministr spravedlnosti Izraele († 14. listopadu 1993)
- 12. dubna – Louis Beel, premiér Nizozemska († 11. února 1977)
- 18. dubna
  - Giuseppe Pella, premiér Itálie († 31. května 1981)
  - Menachem Mendel Schneerson, významný chasidský rabín († 12. června 1994)
- 22. dubna – Stanisław Popławski, sovětský a polský generál († 10. srpna 1973)
- 26. dubna – Ross Taylor, kanadský hokejista, zlato na OH 1928 († ? 1984)
- 27. dubna – Thomas Dolliver Church, americký zahradní architekt († 30. srpna 1978)
- 28. dubna
  - Gleb Travin, ruský cestovatel a dobrodruh († ? 1979)
  - Alexandre Kojève, francouzský filozof a politik († 4. června 1968)
- 02. května – Alan Marshall, australský spisovatel († 21. ledna 1984)
- 03. května – Alfred Kastler, francouzský fyzik († 7. ledna 1984)
- 08. května – André Lwoff, francouzský mikrobiolog, Nobelova cena 1965 († 30. září 1994)
- 10. května – David O. Selznick, americký filmový producent († 22. června 1965)
- 11. května – Kirill Semjonovič Moskalenko, sovětský vojevůdce († 17. června 1985)
- 20. května – Aurel von Jüchen, německý teolog a spisovatel († 11. ledna 1991)
- 21. května
  - Marcel Breuer, americký architekt maďarského původu († 1. července 1981)
  - Herbert Copeland, americký biolog († 15. října 1968)
- 28. května – Luis César Amadori, argentinský filmový režisér († 5. června 1977)
- 0 4. června – Richard Allen, indický pozemní hokejista, zlato na OH († ? 1969)
- 06. června
  - Avraham Daus, izraelský dirigent a hudební skladatel († 25. června 1974)
  - Jimmie Lunceford, americký jazzový saxofonista († 12. července 1947)
- 11. června – Ernst Wilhelm Nay, německý malíř († 8. dubna 1968)
- 15. června
  - Ján Poničan, slovenský spisovatel († 25. února 1978)
  - Erik Erikson, německý psycholog († 12. května 1994)
- 16. června – Barbara McClintock, americká bioložka, Nobelova cena za fyziologii a lékařství 1983 († 2. září 1992)
- 17. června – Wolfgang Weber, německý novinářský fotograf († 5. března 1985)
- 18. června – Paavo Yrjölä, finský olympijský vítěz v desetiboji († 11. února 1980)
- 22. června – Henri Deglane, francouzský zápasník, zlato na OH 1924 († 7. července 1975)
- 28. června – Richard Rodgers, americký hudební skladatel († 30. prosince 1979)
- 04. července – Meyer Lansky, americký gangster († 15. ledna 1983)
- 01. července – William Wyler, americký filmový režisér († 27. července 1981)
- 10. července
  - Günther Weisenborn, německý prozaik a dramatik († 26. března 1969)
  - Kurt Alder, německý chemik, Nobelova cena 1950 († 20. června 1958)
- 12. července – Günther Anders, rakouský filozof a spisovatel († 17. prosince 1992)
- 16. července – Alexandr Romanovič Lurija, sovětský psycholog († 14. srpna 1977)
- 18. července – Nathalie Sarrautová, francouzská spisovatelka ruského původu († 19. října 1999)
- 21. července – Joseph Kesselring, americký spisovatel († 5. listopadu 1967)
- 25. července – Frank Waters, americký spisovatel († 30. června 1995)
- 28. července – Karl Raimund Popper, filozof rakouského původu († 17. září 1994)
- 01. srpna – Marie Alexandra Bádenská, princezna bádenská a hesenská († 29. ledna 1944)
- 03. srpna – Witold Makowiecki, polský spisovatel († 15. února 1946)
- 06. srpna – Margarette  Klose, německá operní zpěvačka († 14. prosince 1968)
- 07. srpna – Douglas Lowe, britský olympijský vítěz v běhu na 800 metrů († 30. března 1981)
- 08. srpna
  - Paul Dirac, britský teoretický fyzik († 20. října 1984)
  - Saşa Pană, rumunský spisovatel († 25. srpna 1981)
- 09. srpna – Zino Francescatti, francouzský houslista († 17. září 1991)
- 10. srpna
  - Assunta Rakousko-Toskánská, rakouská arcivévodkyně a princezna toskánská († 24. ledna 1993)
  - Norma Shearerová, americká herečka († 12. června 1983)
  - Arne Tiselius, švédský biochemik, Nobelova cena za chemii 1948 († 29. října 1971)
- 11. srpna – Žarko Zrenjanin, jugoslávský partyzán a politik († 4. listopadu 1942)
- 13. srpna – Felix Wankel, německý mechanik a konstruktér († 9. října 1988)
- 16. srpna – Lucien Lanvin, francouzský módní návrhář
- 22. srpna – Leni Riefenstahlová, německá filmová režisérka, tanečnice, herečka a fotografka († 8. září 2003)
- 29. srpna – Simone Martin-Chauffierová, francouzská spisovatelka († 24. března 1975)
- 04. září – Oscar E. Monnig, americký astronom († 4. května 1999)
- 06. září – Sylvanus Olympio, prvním prezident nezávislého Toga († 13. ledna 1963)
- 12. září – Juscelino Kubitschek de Oliveira, brazilský prezident († 22. srpna 1976)
- 13. září – Richard Paul Lohse, švýcarský malíř a grafický designér († 16. září 1988)
- 14. září – Nikolaj Iljič Kamov, letecký konstruktér († 24. listopadu 1973)
- 15. září – Charles Samuels, americký novinář, spisovatel († 27. dubna 1982)
- 16. září
  - Germaine Richier, francouzská sochařka a grafička († 31. července 1959)
  - Helmut Folwart, německý kněz, filozof, pedagog († 13. března 1987)
- 20. září
  - Vladimír Clementis, slovenský komunistický politik, publicista a diplomat († 3. prosince 1952)
  - Vasilij Pavlovič Mžavanadze, gruzínský politik († 5. září 1988)
  - Cesare Zavattini, italský prozaik a filmový scenárista († 13. října 1989)
- 21. září
  - Edward Evan Evans-Pritchard, britský sociální antropolog († 11. září 1973)
  - Howie Morenz, kanadský hokejista († 8. března 1937)
  - Ilmari Salminen, finský olympijský vítěz v běhu na 10 km v roce 1936 († 5. ledna 1986)
- 23. září – Ion Gheorghe Maurer, předseda Rady ministrů Rumunska († 8. února 2000)
- 25. září
  - Ernst von Salomon, německý spisovatel a atentátník († 9. srpna 1972)
  - Sergej Petrovič Borodin, ruský spisovatel († 22. června 1974)
- 26. září – Olena Mondičová, československá sochařka rusínské národnosti († 12. března 1975)
- 29. září
  - Théo Ballmer, švýcarský grafický designér († 10. prosince 1965)
  - Maxmilián z Hohenbergu, nejstarší syn následníka trůnu Františka Ferdinanda († 8. ledna 1962)
- 02. října
  - Karl Gustav Bruchmann, německý archivář, filolog a historik († 20. března 1967)
  - Leopold Figl, kancléř Rakouska († 9. května 1965)
  - Toivo Loukola, finský olympijský vítěz 1928 († 10. ledna 1984)
- 06. října
  - Bruno Balz, německý tvůrce textů písní († 14. března 1988)
  - Harold McMunn, kanadský hokejista, zlato na OH 1924 († 5. února 1964)
- 11. října – Alexander Mach, slovenský nacionalistický politik († 15. října 1980)
- 15. října – María Teresa Moraová, kubánská šachistka († 3. října 1980)
- 19. října – Giovanni Gozzi, italský zápasník, zlato na OH 1932 († 11. srpna 1976)
- 25. října – Eddie Lang, americký jazzový kytarista († 26. března 1933)
- 26. října – Beryl Markham, pilotka britského původu a trenérka koní († 3. srpna 1986)
- 31. října – Abraham Wald, americký matematik († 13. prosince 1950)
- 01. listopadu – Jasuna Kozono, velitel japonského císařského námořního letectva († 5. listopadu 1960)
- 05. listopadu – Charles Pacôme, francouzský zápasník, zlato na OH 1932 († 1. října 1978)
- 09. listopadu – Mitrofan Ivanovič Nedělin, velitel Strategických raketových sil SSSR († 24. října 1960)
- 11. listopadu – Ernő Goldfinger, architekt maďarského původu († 15. listopadu 1987)
- 17. listopadu – Eugene Paul Wigner, americký fyzik, Nobelova cena za fyziku 1963 († 1. ledna 1995)
- 20. listopadu – Erik Eriksen, premiér Dánska († 7. října 1972)
- 21. listopadu
  - Isaac Bashevis Singer, židovský spisovatel († 24. července 1991)
  - Michail Andrejevič Suslov, sovětský politik († 25. ledna 1982)
- 22. listopadu – Philippe Leclerc de Hauteclocque, generál francouzské armády († 28. listopadu 1947)
- 25. listopadu – Eddie Shore, kanadský hokejista († 16. března 1985)
- 28. listopadu – Pinchas Lapide, izraelský diplomat a teolog († 23. října 1997)
- 29. listopadu – Carlo Levi, italský spisovatel a malíř († 4. ledna 1975)
- 30. listopadu – Margit Kovács, maďarská sochařka a keramička († 4. června 1977)
- 03. prosince – Jack Cameron, kanadský hokejista, zlato na OH 1924 († 29. prosince 1981)
- 06. prosince – Giovanni Colombo, italský kardinál, arcibiskup Milána († 20. května 1992)
- 08. prosince – Andrej Lvovič Kursanov, sovětský fyziolog a biochemik († 20. září 1999)
- 11. prosince – Alfred Edward Rosé, rakouský hudební skladatel († 7. května 1975)
- 12. prosince – Koloman Sokol, slovenský malíř, grafik a ilustrátor († 12. ledna 2003)
- 13. prosince – Talcott Parsons, americký sociolog († 8. května 1979)
- 14. prosince – Herbert Feigl, rakouský filozof († 1. června 1988)
- 15. prosince – Fritz Machlup, rakouský ekonom († 30. ledna 1983)
- 16. prosince – Rafael Alberti, španělský spisovatel († 28. října 1999)
- 23. prosince – Charan Singh, pátý premiér Indie († 29. května 1987)
- 27. prosince – Ferenc Szabó, maďarský skladatel († 4. listopadu 1969)
- 28. prosince – Mortimer Adler, americký filozof a spisovatel († 28. ledna 2001)
- ? – Jicchak Kariv, izraelský politik a starosta Jeruzaléma († 1999)
- ? – Zacharij Kecchoveli, gruzínský politik († 1970)

## Úmrtí

### Česko
- 3. ledna – Charlotte Weyrother-Mohr Piepenhagen, česká malířka a významná mecenáška (* 19. října 1821)
- 21. února – Emil Holub, český lékař a cestovatel (* 7. října 1847)
- 6. března – Vilém Kurz, český spisovatel, politik, jeden ze zakládajících členů Klubu českých turistů (* 13. června 1847)
- 22. března – Josef Ort, český podvodník a defraudant (* 13. března 1856)
- 25. března – Václav Janda, český politik (* 22. ledna 1836)
- 27. března – Jaroslav Prager, lékař, herec, autor textů k písním (* 13. dubna 1863)
- 3. dubna – Ignát Hořica, důstojník, novinář, spisovatel a politik (* 28. července 1859)
- 4. dubna – František Schmoranz, český architekt a restaurátor (* 28. prosince 1814)
- 6. dubna – Josef Schöbl, profesor očního lékařství a zoolog (* 16. srpna 1837)
- 10. dubna – Leopoldina Thunová, česká šlechtična z rodu Lamberků (* 9. května 1825)
- 18. května – Jiljí Vratislav Jahn, chemik, básník a politik (* 22. ledna 1838)
- 20. května – František Ekert, kněz, historik a spisovatel (* 30. září 1845)
- 3. června
  - Václav Mára, český dřevorytec (* 17. května 1842)
  - Ferdinand Špička, brněnský děkan (* 10. června 1828)
- 9. června – Viktor Barvitius, český malíř (* 28. března 1834)
- 18. června – Gustav Dörfl, český spisovatel, překladatel a novinář (* 24. června 1855)
- 25. června – Gustav Trautenberger, evangelický duchovní, církevní historik (* 30. července 1836)
- 30. června – Josef Durdík, filozof, psycholog, estetik a politik (* 15. října 1837)
- 1. července – Jan Lepař, český pedagog (* 16. května 1827)
- 2. července – Vojtěch Šafařík, český chemik a astronom (* 26. října 1829)
- 21. července – František Skrejšovský, právník, novinář a politik (* 1. srpna 1837)
- 22. srpna – Tereza Stolzová, česká operní pěvkyně (* 2. června 1834)
- 30. srpna – Matouš Talíř, vysokoškolský pedagog, právník, národohospodář, statistik a politik (* 20. září 1835)
- 30. září – Rudolf Jablonský, český právník a politik, starosta Čáslavi (* 5. prosince 1836)
- 9. října – Vilém Jičinský, ostravský báňský odborník (* 26. srpna 1832)
- 14. listopadu – Vojtěch Mašek, český zahradník (* 23. dubna 1829)
- 20. listopadu – Edvard Jan Brynych, biskup královéhradecký (* 4. května 1846)
- 24. listopadu
  - Wilhelm Stärze, frýdlantský architekt (* 8. února 1851)
  - Ladislav Josef Čelakovský, český botanik (* 29. listopadu 1834)
- 4. prosince – Hieronymus Lorm, německy píšící hluchoslepý básník a filozof (* 9. srpna 1821)

### Svět
- 11. ledna – Cornelis Petrus Tiele, holandský teolog (* 16. prosince 1830)
- 14. ledna – Cato Guldberg, norský matematik a chemik (* 11. srpna 1836)
- 22. ledna – Ivan Osipovič Jarkovskij, ruský astronom (* 24. května 1844)
- 04. února – George N. Barnard, americký fotograf (* 23. prosince 1819)
- 09. února – Ludwig von Brenner, německý dirigent a hudební skladatel (* 19. září 1833)
- 10. února – Francis A. Pratt, americký inženýr, vynálezce (* 15. února 1827)
- 18. února – Charles Tiffany, americký klenotník (* 15. února 1812)
- 19. února – Marie Jindřiška Habsbursko-Lotrinská, belgická královna (* 23. listopadu 1836)
- 03. března – Ernst Bernheim, německý historik (* 19. února 1850)
- 08. března – Paul Jean Flandrin, francouzský malíř (* 28. května 1811)
- 23. března – Kálmán Tisza, rakousko-uherský premiér v letech 1875-1890 (* 12. října 1830)
- 24. března – Josef Löwy, rakouský malíř a dvorní fotograf (* 16. srpna 1834)
- 26. března – Cecil Rhodes, britsko-jihoafrický podnikatel a politik (* 1853)
- 12. dubna – Alfred Cornu, francouzský fyzik (* 6. března 1841)
- 15. dubna – Aimé-Jules Dalou, francouzský sochař (* 31. prosince 1838)
- 06. května – Francis Bret Harte, americký spisovatel a žurnalista (* 25. srpna 1836)
- 11. května – Richard Leach Maddox, anglický fyzik a fotograf (* 4. srpna 1816)
- 26. května
  - Almon Brown Strowger, americký vynálezce (* 1839)
  - Anton von Banhans, předlitavský politik (* 8. listopadu 1825)
- 10. čarvna – Samuel Butler, britský satirik (*12. dubna 1835)
- 19. června
  - John Emerich Edward Dalberg-Acton, anglický historik, politik a novinář (* 10. ledna 1834)
  - Albert Saský, saský král (* 23. dubna 1828)
- 04. července – Svámí Vivékánanda, indický filozof, zpěvák a básník (* 12. ledna 1863)
- 06. července – Marie Gorettiová, katolická světice (* 1890)
- 10. července – Jacint Verdaguer, katalánský kněz a básník (* 17. května 1845)
- 22. července – Mieczysław Halka-Ledóchowski, arcibiskup poznaňsko-hnězdenský, kardinál (* 29. října 1822)
- 27. července – Gustave Trouvé, francouzský elektrotechnik a vynálezce (* 2. ledna 1839)
- 28. července – Jehan Georges Vibert, francouzský malíř (* 30. září 1840)
- 08. srpna – James Tissot, francouzský malíř (* 15. října 1836)
- 24. srpna – Markéta Sofie Rakouská, arcivévodkyně rakouská, princezna uherská, česká a toskánská (* 13. května 1870)
- 31. srpna – Imre Steindl, maďarský architekt (* 29. října 1839)
- 5. září – Rudolf Virchow, německý lékař a politik (* 13. listopadu 1821)
- 07. září – Enrique Gaspar y Rimbau, španělský diplomat a spisovatel (* 2. března 1842)
- 11. září – Ernst Ludwig Dümmler, německý historik (* 2. ledna 1830)
- 22. září
  - Andrew Joseph Russell, americký fotograf (* 20. března 1830)
  - Augustin Alexis Damour, francouzský mineralog (* 19. července 1808)
- 26. září – Levi Strauss, zakladatel společnosti na výrobu džín (* 26. února 1829)
- 29. září – Émile Zola, francouzský spisovatel (* 1840)
- 29. října – Pavol Markovič, slovenský spisovatel, a evangelický kněz (* 20. prosince 1829)
- 11. listopadu – Nikolaj Šiškin, ruský ministr zahraničí (* 11. srpna 1827)
- 22. listopadu – William Chandler Roberts-Austen, britský metalurg (* 3. března 1843)
- 02. prosince – Hrabě Richard Belcredi, rakouský politik (* 12. února 1823)
- 14. prosince – Julia Grantová, manželka 18. prezidenta USA Ulyssese Granta (* 26. ledna 1826)
- 22. prosince – Richard von Krafft-Ebing, rakouský psychiatr a sexuolog (* 14. srpna 1840)
- 23. prosince – Émile Nagant, belgický výrobce a konstruktér zbraní (* 1830)
- ? – Francis Seth Frost, americký malíř a fotograf (* 1825)

## Hlavy států
- České království – František Josef I.
- Papež – Lev XIII.
- Království Velké Británie – Eduard VII.
- Francie – Émile Loubet
- Uherské království – František Josef I.
- Rakouské císařství – František Josef I.
- Rusko – Mikuláš II.
- Prusko – Vilém II. Pruský
- Dánsko – Kristián IX.
- Švédsko – Oskar II.
- Belgie – Leopold II. Belgický
- Nizozemsko – Vilemína
- Řecko – Jiří I. Řecký
- Španělsko – Alfons XIII. Španělský
- Portugalsko – Karel I. Portugalský
- Itálie – Viktor Emanuel III.
- Osmanská říše – Abdulhamid II.
- USA – Theodore Roosevelt
- Japonsko – Meidži
- Čínské císařství – Kuang-Sü, fakticky: Cch'-si